# Parafia św. Józefa w Cycowie
Parafia św. Józefa w Cycowie – parafia rzymskokatolicka znajdująca się w  Cycowie, należąca do dekanatu Siedliszcze w archidiecezji lubelskiej.

## Historia
Parafia została erygowana  7 kwietnia 1921 roku, dekretem bp Mariana Fulmana, z wydzielonego terytorium parafii w Olchowcu. W 1953 roku część terytorium odłączono dla nowej parafii w Syczynie. W latach 1985–1995 zbudowano nowy kościół, który został poświęcony 11 sierpnia 1996 roku przez abp Bolesława Pylaka. 
Do parafii przynależy należą: Barki, Bekiesza, Cyców I, Cyców II, Cyców kol., Garbatówka kol., Głębokie, Kopina, Podgłębokie, Stawek kol., Stręczyn Nowy, Stręczyn Stary, Wólka Cycowska, Zosin.  

## Proboszczowie
Źródło: oficjalna strona parafii
- 1921–1928: ks. Jan Znamirowski
- 1928–1929: ks. Leon Mróz
- 1929–1933: ks. Andrzej Prejs
- 1933–1948: ks. Jan Orzeł
- 1948–1976: ks. Franciszek Gduliński
- 1976–2008: ks. Jan Słoma
- 2008–2015: ks. Adam Sołtysiak
- od 2015: ks. kan. Zbigniew Szcześniak